# سعد شمس أسرع
سعد شمس أسرع (نحو 80م - 159م): ملك سبأ وذي ريدان، وتعود أصوله إلى ذي جرة من قبيلة ذماري.تولى سعد شمس عرش سبأ بالمشاركة مع ابنه مرثد بعد الملك "وتار يهأمن" في العام 132م، واستمر في الحكم حتى سنة 150م تقريباً، ولدينا تسعة نقوش تؤرخ فترة حكمهما.
سعد شمس أسرع وابنه مرثد يهحمد كلاهما معروفان من قبل وصولهما إلى العرش، من خلال السجلات الأركيولوجية التي تعود إلى عهد الملك الشرح يحضب الأول، وعهد وتار يهأمن بن الشرح يحضب في النصف الأول من القرن الثاني الميلادي، وكان سعد شمس وابنه مرثد يعملان لصالح هؤلاء الملوك حين كانا أميران على قبيلتهما سماهر من ذماري الواقعة أراضيها جنوب شرق صنعاء.
وفي أحد النقوش، نرى الملك الشرح يحضب الأول يتعهد نيابة عن القيلين سعد شمس أسرع وابنه مرثد بتقديم قربان للآلهة من أجل يتولاهما برعايته،ويرى بعض الباحثين أن في ذلك دلالة على تبنيه للقيلين الأب والابن، إذ نيابة الملك عن القيلين في تقديم نذر الآلهة يدل دلالة قوية على متانة العلاقة، وهي العلاقة التي ترتب عليها وصولهما إلى عرش سبأ خلفاً لولده "وتار يهأمن"، وانتسابهم إليه بلقب (سعد شمس أسرع وابنه مرثد يهحمد ملكي سبأ وذي ريدان بني الشرح يحضب ملك سبأ وذي ريدان). وفي عهد وتار يهأمن، استمرت علاقة القيلين الوثيقة بهذا الملك كما في عهد والده من قبل.وبعد مقتل وتار يهأمن، أعتلى القيلين معاً عرش سبأ في العام 132م. وكان أول عمل يقوم به سعد شمس أسرع قتال بني ذي ريدان وملكها شمر بن ياسر يهصدق.
في عام 146م الموافق 72 في تقويم ردمان، شن سعد شمس أسرع حرباً جديدة على ممالك حضرموت وقتبان وأوسان وإمارات مضحا وردمان وقادتهم "يدع إيل" ملك حضرموت و"نبط" ملك قتبان ووهب إل يحز أمير ردمان وخولان، واستمرت هذه الحرب حتى عام 150م تقريباً.خلال تلك الحرب، يبدو أن ذمار علي يهبر استطاع الوصول إلى عرش سبأ برضى القبائل الارستقراطية في سبأ، ويحتمل أن ذلك قد حدث نتيجة انحياز أقيال سبأ إلى بني ذو ريدان رغبة منهم في الخلاص من ويلات الحرب، وقبول حكم بني ذو ريدان قد ترتب عليه تخلي سعد شمس وابنه عن حكم سبأ.تُظهر لنا أربعة نقوش لزعماء من القبائل السبئية في مأرب وقبائل المرتفعات (إتحاد سمعي، وبكيل) يتعهدون بالولاء للملك ذمار علي يهبر.يبدو أن ولاء قبائل المرتفعات الشمالية لم يدوم طويلاً، حيث تنقلب تلك القبائل على ذمار علي يهبر، وتنضم إلى وهب إل يحز الذي أعلن أنه ملك سبأ أيضاً.
في شهر ذو الثابة سنة 268 حميري الموافق أبريل 158م، اندلعت الحرب بين كلاٍ من وهب إل يحز والإتحاد الريداني -السبئي بزعامة ذمار علي يهبر وحليفه سعد شمس أسرع.وفي العام التالي 159م، استطاع وهب إل يحز الوصول إلى عرش قصر سلحين، ليعلن نفسه رسمياً ملكاً لسبأ من العاصمة مأرب. ولدينا نقش من معبد أوام يذكر أن الملك وهب إل يحز وصل إلى عرش القصر سلحين نتيجة لحروب شنها على الرحبة وحمير قبل عام (أي: العام 158م).هناك نص آخر يشير إلى انتقال وهب إل يحز من قصر همدان إلى قصر سلحين بعد حروبه ضد حمير وقبيلة ذماري – قبائل الملوك ذمار علي يهبر سعد شمس أسرع. وهي إشارة واضحة إلى الدور الرئيسي الذي لعبته قبيلة همدان في تحالفها مع وهب إل يحز.
وفي حوالي العام 160م، انتهت الحرب الشاملة بين ممالك جنوب الجزيرة العربية، بتحكيم زعيم همدان يريم أيمن بين الأطراف المتحاربة ملوك سبأ وذو ريدان وقتبان وحضرموت.وكان نتيجة التحكيم اختفاء مملكتي أوسان وقتبان، وتثبيت حكم "وهب إل يحز" ملكاً لسبأ، وإقرار لقب "ملك سبأ وذي ريدان" لذمار علي يهبر حصراً، وعودة مملكة سبأ يرأسها أمراء قبائل المرتفعات الشمالية.

### هوامش
1. ↑  نشر الباحث محمد الحاج مع العالم البارز منير عربش النقش الموسوم (al-Ḥadāʾ 2017)، ولكنه نشر منقوصاً - سقط منه التاريخ وكذلك معنى الحدث (Arbach, M., J. Schiettecatte & M. al-Hajj 2021). ولكن يمكننا الآن نشر النقش كامل وهو غاية في الوضوح، ومكتمل التاريخ، وقد جاء فيه الآتي:
  - 1) ḥyrt b-hw ḥyrw Ḏmrʿly Yhbr ḏ
  - 2) Rydn w-s²ʿbn Ḥmyrm w-ʾs²ʿb-hmw b-brṯ
  - 3) Ḍbʾm ḏ-bʾrn Ẓbyn b-ywm s¹bʾw mwfrn
  - 4) ḍrm b-ʿly Whbʾl mlk S¹bʾ w-ḫms¹ w-ʾs²
  - 5) ʿb ʾmlk S¹bʾ b-wrḫn ḏ-ṯbtn ḏ-b-ḫrfn
  - 6) ḏ-l-ṯmnt w-s¹ṯy w-ṯty mʾtn bn ḫrf m
  - 7) bḥḍ bn ʾbḥḍ. نسخة محفوظة 2023-06-25 على موقع واي باك مشين.